# McCain
McCain ír eredetű, ír, angol és skót ajkú népesség körében használatos családnév. A gael nyelvcsaládhoz tartozó ír nyelvből ered. Alapformája, a McCain először Ulster megyében, Derryben jelent meg. Angolosított formája Mac Cathain, további elterjedt változatai Ó Catháin és MacCain. Írásmódjának további előforduló változatai: O’Kane, Keane, McClaskey, Kane, O’Cain és számos hasonló.
Ismertebb névviselők
- John McCain, amerikai politikus, az Amerikai Egyesült Államok Szenátusában Arizona szenátora, a 2008-as amerikai elnökválasztás republikánus elnökjelöltje
- John S. McCain, Sr., amerikai négycsillagos tengernagy, John McCain szenátor nagyapja
- John S. McCain, Jr., amerikai négycsillagos tengernagy, John McCain szenátor apja
- Eden McCain, más néven Sarah Ellis, egy kitalált szereplő a Hősök (Heroes) című televíziósorozatban
- USS John S. McCain, az Egyesült Államok két hadihajójának a neve: USS John S. McCain (DL–3) romboló, USS John S. McCain (DDG–56) romboló